# Джелкс, Уильям Дорси
Уильям Дорси Джелкс (англ. William Dorsey Jelks; 7 ноября 1855 — 13 декабря 1931) — 32-й губернатор Алабамы, занимавший пост в 1901—1907 годах; журналист и издатель американской политической газеты. С 1 по 26 декабря 1900 года, будучи вице-губернатором Алабамы, исполнял обязанности губернатора в связи с лечением Уильяма Сэмфорда за пределами штата.

## Молодость и образование
Родился 7 ноября 1885 года в Алабаме. В 1876 году закончил Университет Мерсера. В 1879 году приобрёл долю в Union Springs Herald, а позже купил газету Eufaula Daily Times и стал её главным редактором. Некоторое время жил в Юфоле, где входил в совет директоров одной из местных школ.
На посту редактора газеты Джелкс одобрительно высказывался о линчевании и выступал за депортацию негров из штата.

## Политическая карьера
В 1898 году Уильям Джелкс был избран в Сенат Алабамы от округа Барбур и занимал пост председателя Комитета по поправкам в конституцию. В 1900 году стал председателем Сената. Конституция штата от 1875 года не предусматривала должности вице-губернатора, а его обязанности де-факто выполнял председатель парламента Алабамы. С 1 по 26 декабря 1900 года новоизбранный губернатор Уильям Сэмфорд был нетрудоспособен и находился на лечении в другом штате, а его обязанности исполнял Джелкс. 11 июня 1901 года Сэмфорд умер, и 32-м губернатором Алабамы стал Уильям Джелкс.
При Джелксе произошла ратификация новой конституции Алабамы в 1901 году. В ней была восстановлена должность вице-губернатора, а срок действия полномочий губернатора — в 4 года. Так как моделью для нового основного закона была конституция Миссисипи, многие чернокожие и десятки тысяч бедных белых лишились избирательного права. Они будут лишены этого права более 60 лет, до принятия в 1960-х годах федерального закона о гражданских и политических правах. В 1902 году Джелкс был избран губернатором уже по новой конституции на 4 года.
Джелкс лоббировал законопроекты о регулировании и ограничении детского труда, создании комиссии по учебными программам, реформе железнодорожной комиссии и многом другом.
Был сторонником концепции о превосходстве белых и сыграл ключевую роль в принятии конституционных положений, ограничивающих права негров и белых с низким достатком. Он заявил, что «линчевание чернокожих мужчин, обвинённых в изнасиловании, оправдано»; во время губернаторства предпочитал избегать таких высказываний. Джелкс не поддерживал идею о доступном образовании для чернокожих: по его словам, это отняло бы у них «работу в поле» и привело к увеличению преступлений. В 1902 году он как минимум один раз помиловал линчевателей, осуждённых за убийство. В газетной статье от 1905 года он защищал убийство негра, обвинённого в изнасиловании.
После того, как в 1907 году Джелкс покинул пост, он оставил собственные деньги (1,8 млн долларов) в казне штата и просил их потратить на образование. Позже он основал компанию «Protective Life» в Бирмингеме и стал её первым президентом. В 1912 году был делегатом на съезде Демократической партии в Балтиморе, где Вудро Вильсон был выдвинут на пост президента США.
Умер 13 декабря 1931 года.